# Crapaudine (minéralogie)
Pour les articles homonymes, voir crapaudine.

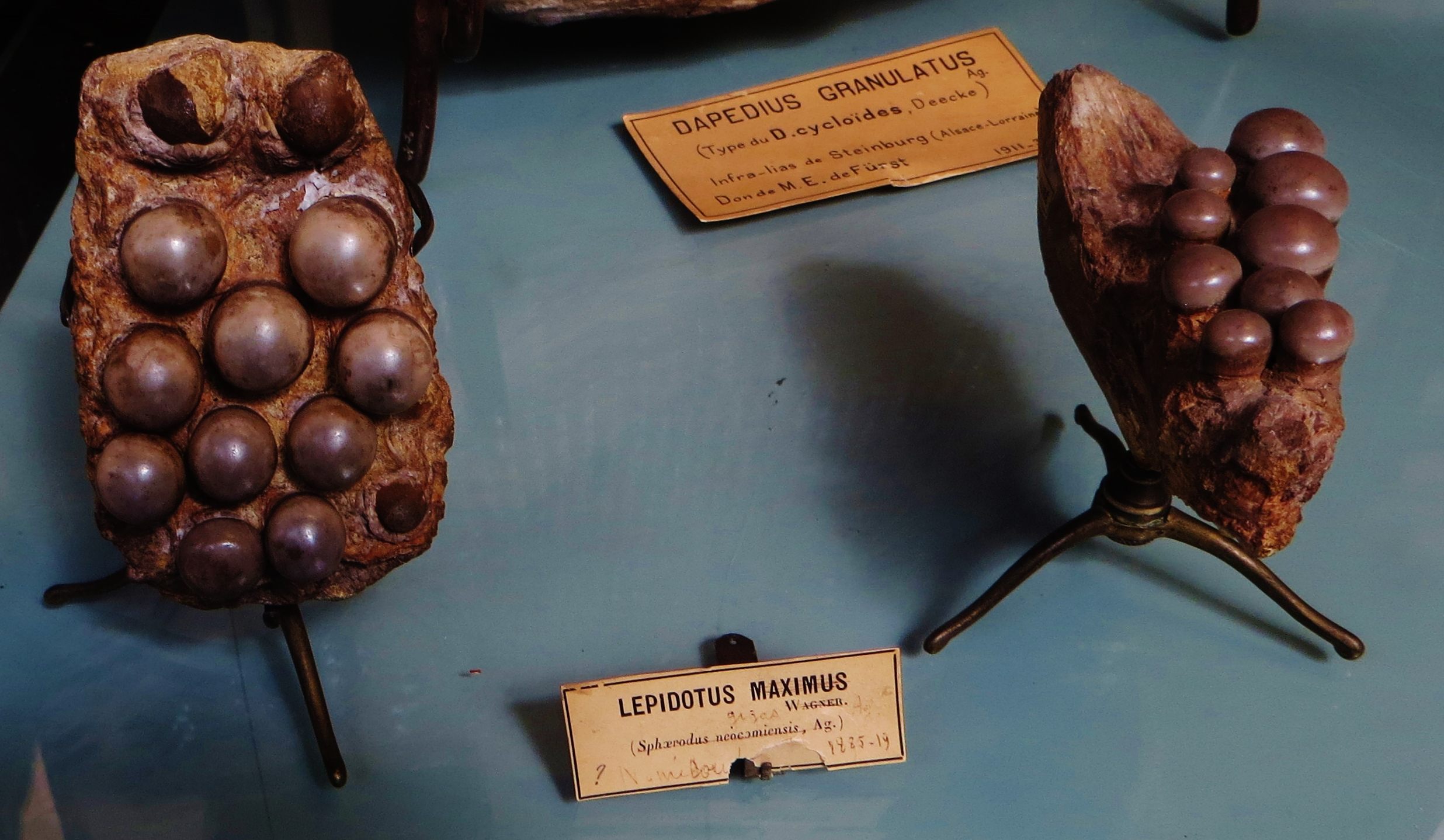
Dents fossiles de Lepidotes gigas.

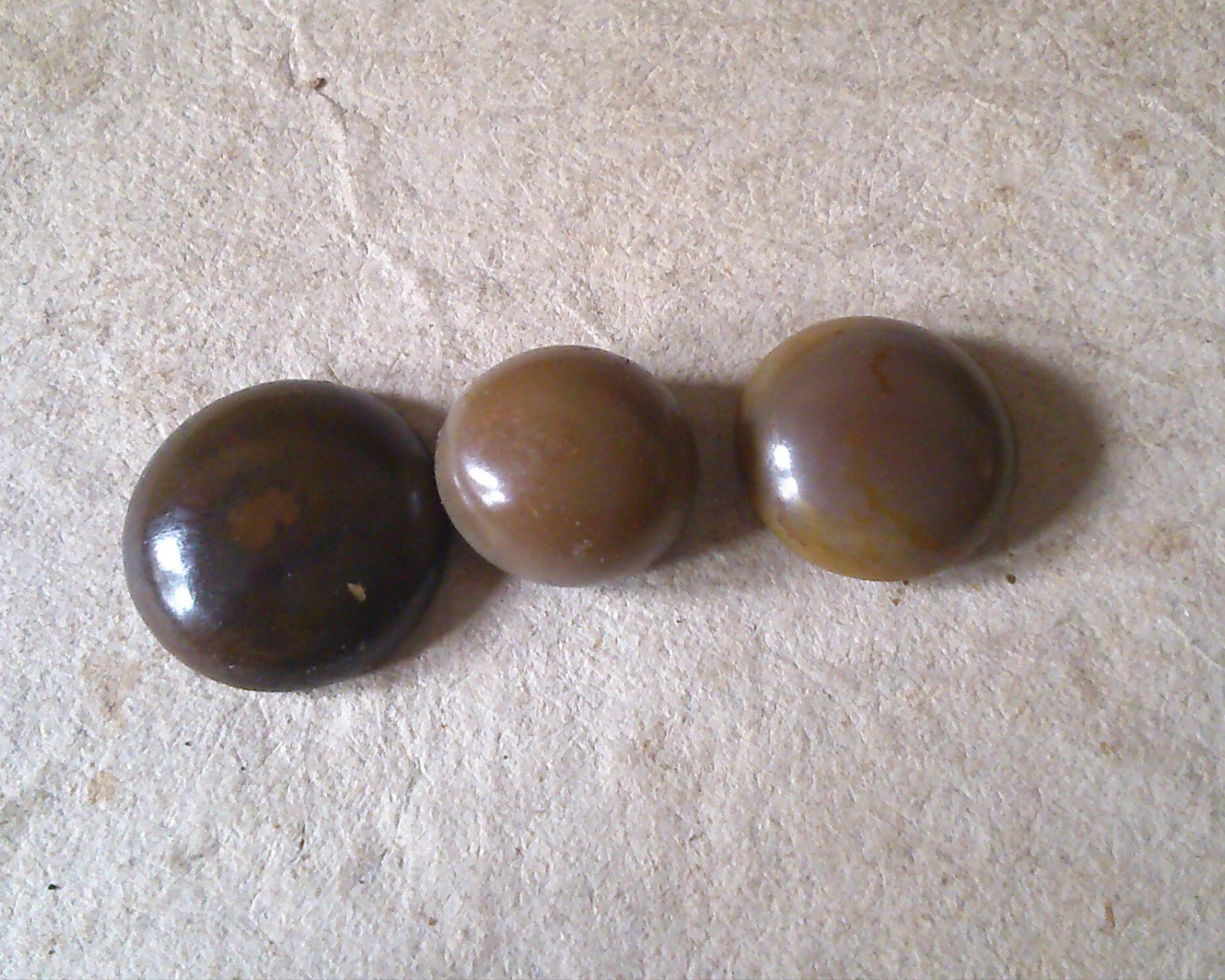
Crapaudines — dents fossiles de Lepidotes gigas.

La crapaudine ou buffonite est une pierre semi-précieuse formée par la fossilisation d'une dent de poisson. Parfois, la crapaudine (Gross Krottenstein) correspond à des haches polies (Conrad Gessner, Georgius Agricola).
La crapaudine a fait l'objet de plusieurs croyances. On supposait qu'elle provenait des crapauds et était, entre autres, censée changer de couleur au contact d'un poison, permettant ainsi de prévenir les risques d'empoisonnement.

## Croyances

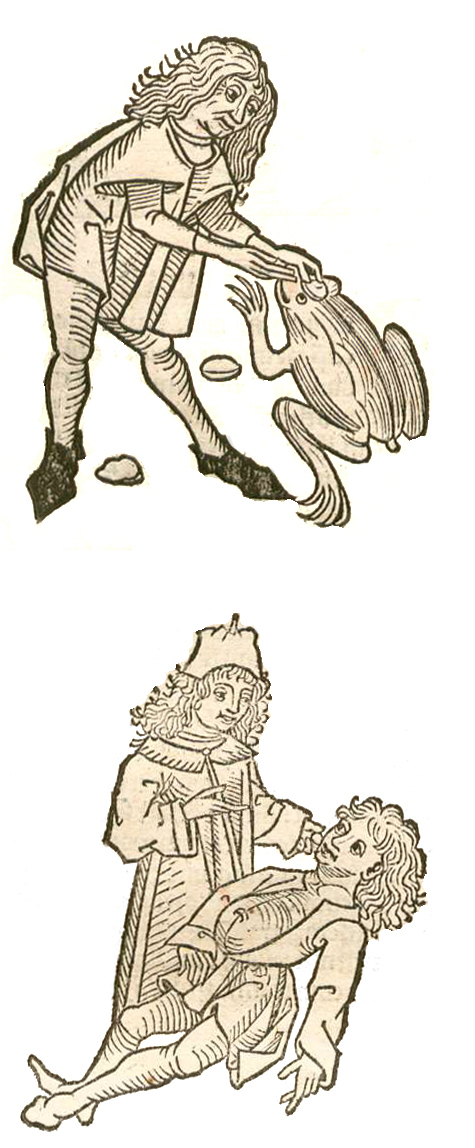
Extraction et utilisation d'une crapaudine.

Principalement utilisée au Moyen Âge, elle doit son nom à une croyance qui voulait qu'elle provienne du crâne des crapauds. Ces derniers étaient censés régurgiter ladite pierre lorsqu'on agitait devant eux un chiffon de couleur rouge. D'après Pierre Belon, le crapaud porte en la tête « une pierre fort bien polie appelée crapauldine que l'on dict guérir quelques maladies ». 
Dès le XIVe siècle, on enchâssait la pierre dans divers bijoux afin qu'elle leur confère des propriétés magiques. On l'utilisait également en sorcellerie. Ces pierres dites bufonites, chelonites passaient en effet pour alexipharmaques (antidotes présumés efficaces contre la peste bubonique), alexitères (contre la morsure des animaux venimeux). Ainsi Pierre d'Appone en fait grand état et les médecins croyaient « qu'elle résiste aux venins ». Montées en bague, elles garantissaient du mauvais air ; portées au col, en amulette, elles préservaient de la fièvre quarte. Suspendues aux chaînes d'un languier, elles servaient, au Moyen Âge, à faire l'essai ou épreuve des mets et des boissons sur la table des grands. Elle aurait également servi dans le traitement de l'épilepsie.

## Origine
Jussieu démontra que ces crapaudines aux yeux de serpents ressemblaient étrangement aux dents d'un poisson des côtes brésiliennes, nommé grondeur. Michael Bernhard Valentini, Antoine Joseph Dezallier d'Argenville, les regardèrent également comme des dents de poissons tels que le grondeur, le sargue, la dorade ou le bar, communément appelé « loup de mer ». Il s'agit en réalité de dents de poissons fossiles, ce sont pour Paul Delaunay[réf. nécessaire], des dents de Sphaerodus, Lepidotes, Pycnodus, Mesodon, Microdon, etc.

### Sources
- Germain Baudre, Les singularités de Bretagne-Armorique. D'après un traité du XVIe siècle., Bulletin de la Société géologique et minéralogique de Bretagne, 1925.
- Marcel Baudoin, A propos des singularités de Bretagne-Armorique, Bulletin de la Société géologique et minéralogique de Bretagne, 1927.